# تور نوبری
تور نوبری (انگلیسی: Tor Norberg; ۱۷ دسامبر ۱۸۸۰ – ۴ اوت ۱۹۷۲) ژیمناست هنری اهل سوئد بود.